# 1625
1625 (MDCXXV) byl rok, který dle gregoriánského kalendáře započal středou.

## Události
- Na západním pobřeží Afriky vzniká nová dahomská říše pod králem Akabou, ale všude jinde narůstá evropský vliv.
- Portugalci obchodují se západoafrickými královstvími se zlatem, slonovinou, pepřem a textilem. Vyměňují tyto výrobky za zboží, které má pro Afričany pranepatrný smysl.
- Francouzi otevírají přístav v Cayenne v Guayaně.
- Holanďané zakládají Nový Amsterodam (nyní New York)

### Probíhající události
- 1568–1648 – Nizozemská revoluce
- 1568–1648 – Osmdesátiletá válka
- 1618–1648 – Třicetiletá válka
- 1619–1626 – Povstání Gabriela Betlena
- 1624–1625 – Obléhání Bredy

## Narození

#### Česko
- 11. května – Alžběta Marie Minsterberská, poslední Poděbradovna, z rodiny krále Jiřího z Poděbrad († 17. března 1686)
- 10. srpna – Václav Mořic Salomon von Friedberg, šlechtic a obránce Brna proti Švédům († 6. března 1702)
- neznámé datum
- Jan Křtitel Erna, moravský stavitel († 24. února 1698)

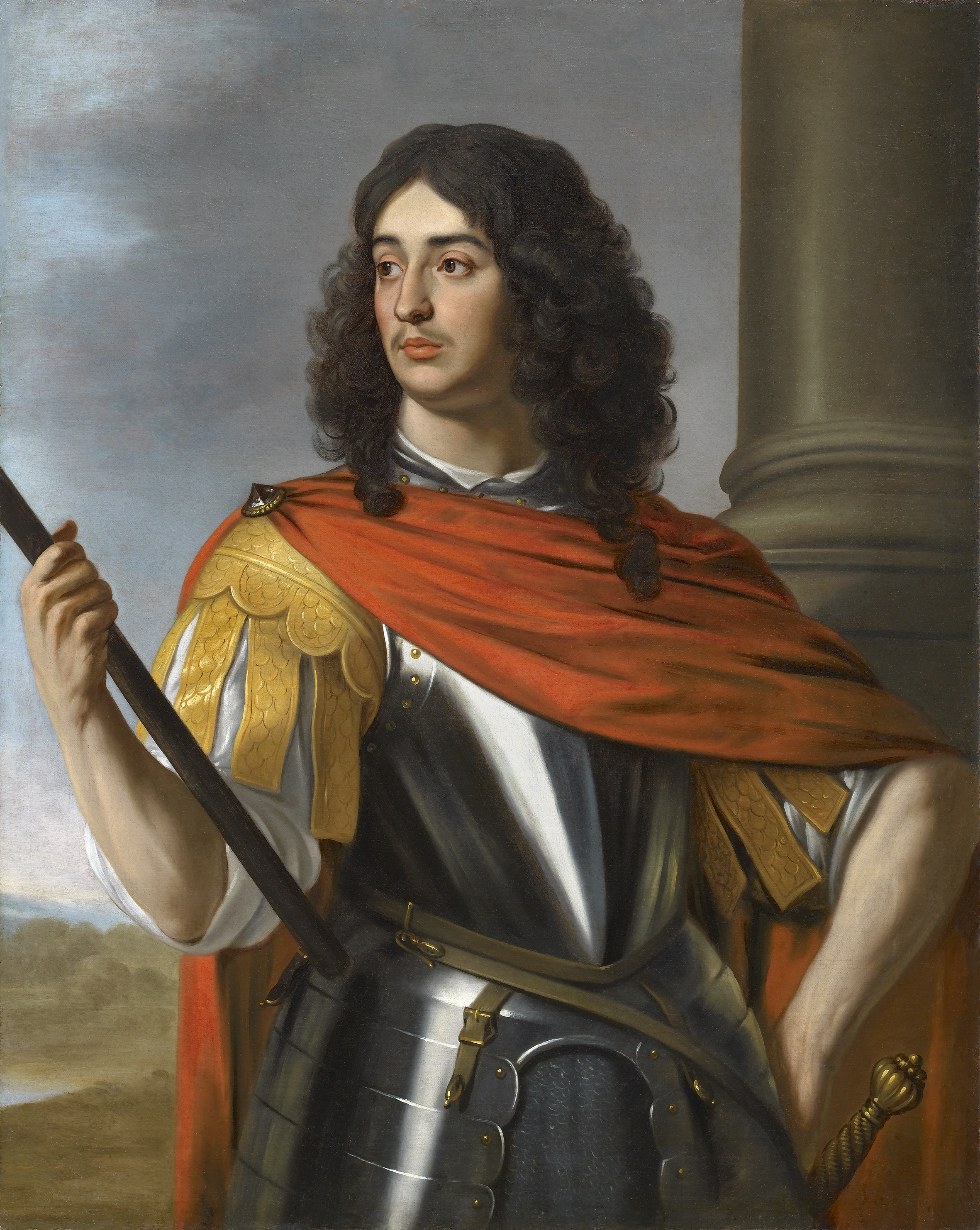
Eduard Falcký (* 5. října)

#### Svět
- 14. února – Marie Eufrozýna Falcká, falckraběnka a švédská princezna († 24. říjen 1687)
- 13. května – Carlo Maratta, italský malíř působící převážně v Římě († 15. prosince 1713)
- 25. května – Sebastián Fabricius, německý evangelický kněz a spisovatel působící v Horních Uhrách († 10. května 1681)
- 06. června – Domenico Guidi, italský sochař († 28. března 1701)
- 08. června – Giovanni Domenico Cassini, italsko-francouzský astronom († 14. září 1712)
- 14. srpna – François Harlay de Champvallon, arcibiskup v Rouenu a v Paříži († 6. srpna 1695)
- 16. září – Řehoř Barbarigo, benátský kardinál a biskup († 17. června 1697)
- 24. září – Johan de Witt, nizozemský politik († 20. srpna 1672)
- 05. října – Eduard Falcký, falcký princ, syn Fridricha Falckého († 13. března 1663)
- 18. října – Gasparo Sartorio, italský barokní hudební skladatel († 17. října 1680)
- 19. října – Pierre Nicole, francouzský jansenistický teolog († 16. listopadu 1695)
- 01. listopadu – Ján Sinapius-Horčička, evangelický kněz, spisovatel († 6. srpna 1682)
- 13. listopadu – Vilém Kryštof Hesensko-Homburský, lankrabě hesensko-homburský († 27. srpna 1681)
- 20. listopadu – pokřtěn Paulus Potter, nizozemský malíř († 17. ledna 1654)
- 30. listopadu – Jean Domat, francouzský právník († 14. března 1696)
- neznámé datum
  - Charles d'Albert d'Ailly, francouzský generál a diplomat († 4. září 1698)
  - François de Créquy, maršál Francie († 3. února 1687)
  - Antonín Bruodin, irský františkán († 1671/75/80)
  - Johana Beatrix z Ditrichštejna, kněžna z Lichtenštejna a Ditrichštejna († 26. března 1676)

## Úmrtí

#### Česko
- 13. května – Anna Barbora Colonnová z Felsu, česká šlechtična německého původu (* 13. května 1583)
- 6. června – Anna Marie Šemberová z Boskovic a Černé Hory, česká šlechtična a kněžna z Lichtenštejna (* 1575)
- 15. října – Valentin Arnold, německý zvonař působící v Českých Budějovicích (* ?)
- 13. listopadu – Jan Daniel Kapr z Kaprštejna, šlechtic z rodu Kaprů z Kaprštejna (* ?)
- 15. prosince – Štěpán Jiří ze Šternberka, zakladatel českošternberské linie konopišťské větve rodu Šternberků (* 1570)
- neznámé datum
  - Václav Mol z Modřelic, moravský šlechtic (* okolo 1570)

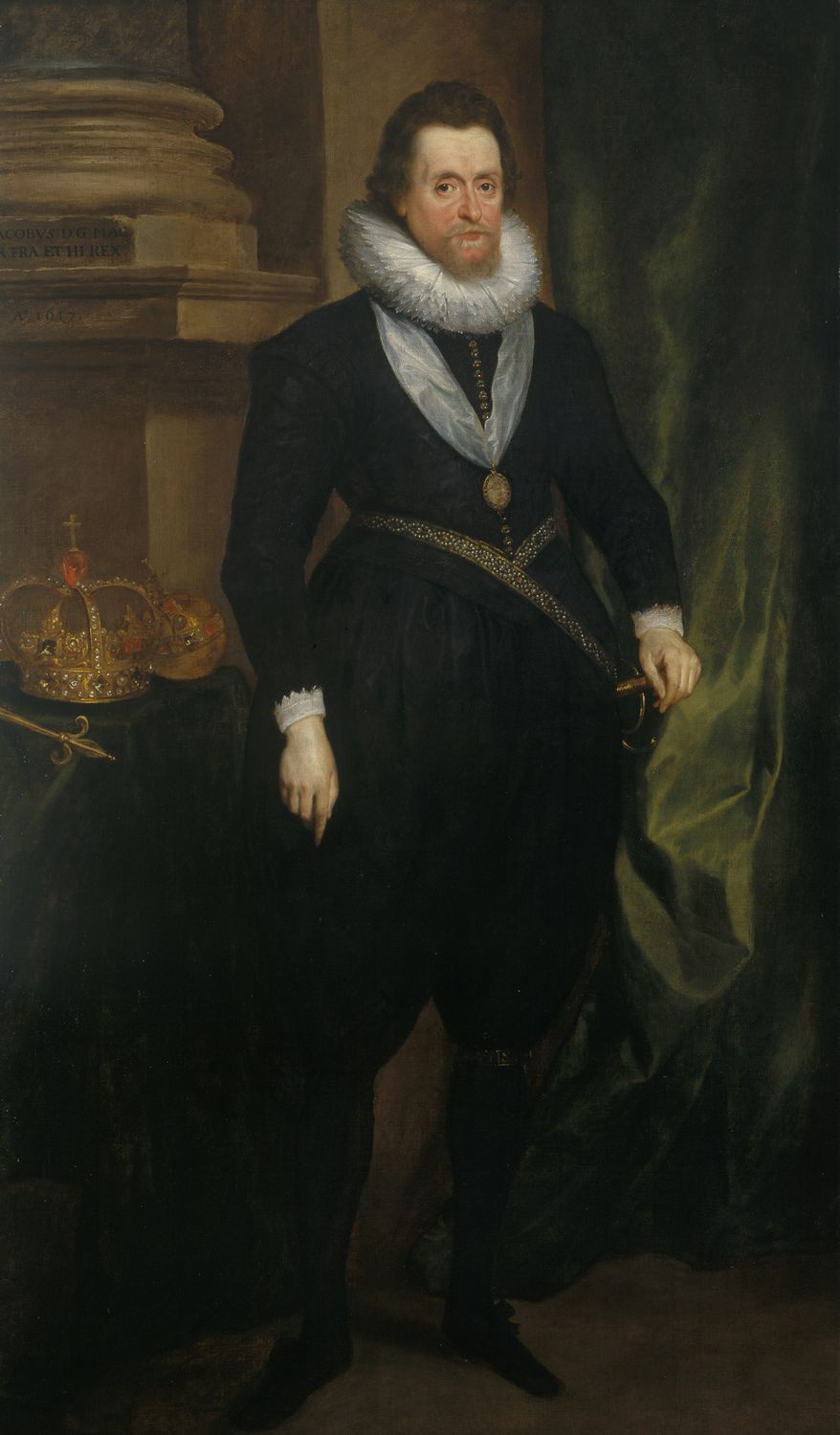
Jakub I. Stuart († 27. března)

#### Svět
- 13. ledna – Jan Brueghel starší, belgický malíř (* 1568)
- 17. ledna – Marie Vladimirovna Dolgorukovová, ruská carevna, manželka Michaila Fjodoroviče (* ?)
- 26. února – Anna Vasa, švédská princezna a sestra krále Zikmunda III. (* 17. května 1568)
- 05. března – Jeremiáš z Valachie, rumunský kapucín působící v Itálii (* 29. června 1556)
- 07. března – Johann Bayer, německý astronom a právník
- 25. března – Giambattista Marino, italský básník (* 18. října 1569)
- 27. března – Jakub I. Stuart, skotský král (* 19. června 1566)
- 10. dubna – Svatý Michael de Sanctis, španělský římskokatolický světec (* 29. září 1591)
- 23. dubna – Mořic Nasavský, oranžský princ (* 14. listopadu 1567)
- 27. dubna – Terumoto Móri, daimjó – hlava klanu Móri (* 22. ledna 1553)
- 01. června – Honoré d’Urfé, francouzský spisovatel (* 11. února 1567)
- 05. června – Orlando Gibbons, anglický renesanční skladatel a varhaník (* 25. prosince 1583)
- 21. června – Inigo Jones, anglický architekt velšského původu (* 15. července 1573)
- 19. července
  - Alžběta Dánská, princezna dánská a vévodkyně brunšvicko-lüneburská (* 25. srpna 1573)
  - Samuel Besler, polský hudební skladatel (* 15. prosince 1574)
- 19. srpna – Fridrich Vilém Těšínský, těšínský kníže (* 9. listopadu 1601)
- 29. srpna – pohřben John Fletcher, anglický dramatik (křtěn 20. prosince 1579)
- 30. srpna – Anna Pruská, kurfiřtka braniborská, vévodkyně pruská (* 3. července 1576)
- 13. září – František Batthyány, uherský šlechtic (* 1577)
- 19. září – Eitel Fridrich Hohenzollern-Sigmaringenský, německý šlechtic, kardinál a biskup (* 26. září 1582)
- 08. prosince – Kristina Holštýnsko-Gottorpská, švédská královna (* 13. dubna 1573)

## Hlavy států
- Anglie – Jakub I. Stuart (1603–1625) / Karel I. (1625–1649)
- Francie – Ludvík XIII. (1610–1643)
- Habsburská monarchie – Ferdinand II. (1619–1637)
- Osmanská říše – Murad IV. (1623–1640)
- Polsko-litevská unie – Zikmund III. Vasa (1587–1632)
- Rusko – Michail I. (1613–1645)
- Španělsko – Filip IV. (1621–1665)
- Švédsko – Gustav II. Adolf (1611–1632)
- Papež – Urban VIII. (1623–1644)
- Perská říše – Abbás I. Veliký